# McBryde
McBryde ist ein englischer Familienname.

## Namensträger
- Archibald McBryde (1766–1816), US-amerikanischer Politiker
- Ashley McBryde (* 1983), US-amerikanische Country-Sängerin und Songwriterin
- Charles Neil McBryde (1872–1962), US-amerikanischer Bakteriologe
- John McBryde (* 1939), australischer Hockeyspieler
- John H. McBryde (* 1931), US-amerikanischer Jurist
- Robin McBryde (* 1970), walisischer Rugby-Union-Spieler
- Ron McBryde (1941–1989), kanadischer Politiker